# 小行星4384
小行星4384（英語：4384）是一颗围绕太阳公转的小行星。1990年1月3日，T. Hioki、早川修司在奥多摩町发现了此天体。
这颗小行星的绝对星等为44.16038等。